# Paraphlaeobida
Paraphlaeobida is een geslacht van rechtvleugeligen uit de familie veldsprinkhanen (Acrididae). De wetenschappelijke naam van dit geslacht is voor het eerst geldig gepubliceerd in 1951 door Willemse.

## Soorten
Het geslacht Paraphlaeobida  is monotypisch en omvat slechts de volgende soort:
- Paraphlaeobida gracilis (Willemse, 1951)